# Halichoeres trispilus
Halichoeres trispilus là một loài cá biển thuộc chi Halichoeres trong họ Cá bàng chài. Loài này được mô tả lần đầu tiên vào năm 1982.

## Từ nguyên
Từ định danh trispilus được ghép bởi hai âm tiết trong tiếng Hy Lạp cổ đại: tri (τρι; "ba") và spílos (σπίλος; "vệt đốm"), hàm ý đề cập đến ba đốm đen trên vây lưng của cá cái (hai đốm sau nhỏ hơn và biến mất ở cá đực).

## Phạm vi phân bố và môi trường sống
Từ bờ biển Đông Phi, H. trispilus được phân bố trải dài đến Madagascar và các nhóm đảo quốc xung quanh, băng qua quần đảo Chagos và Maldives đến biển Andaman và các đảo phía tây Indonesia.
H. trispilus sống trên nền cát gần các rạn san hô và trong đầm phá ở độ sâu khoảng 15–56 m.

## Mô tả
H. trispilus có chiều dài cơ thể lớn nhất được ghi nhận là 10 cm. Ngoài ba đốm tròn đã đề cập ở trên, H. trispilus còn có thêm một đốm đen trên gốc vây đuôi. Cơ thể màu đỏ hồng (nhạt màu hơn ở bụng). Đầu ửng đỏ hơn và có các vệt sọc trắng.
Số gai ở vây lưng: 9; Số tia vây ở vây lưng: 12; Số gai ở vây hậu môn: 3; Số tia vây ở vây hậu môn: 12; Số gai ở vây bụng: 1; Số tia vây ở vây bụng: 5.

## Sinh thái học
Thức ăn của H. trispilus là các loài thủy sinh không xương sống. Cá cái sống thành một nhóm nhỏ và thường có một con đực bơi gần đó, nhưng chúng cũng có thể sống đơn độc.